# Гію-Мару
Гію-Мару — транспортне судно, яке під час Другої світової війни взяло участь у операціях японських збройних сил на Соломонових островах.
Гію-Мару спорудили в 1938 році на верфі Mihara Shipbuilding у Осаці на замовлення компанії Hakko Kisen. З 1940-го новим власником стала компанія Munakata Kisen.
Протягом 1943 року судно неодноразово здійснювало рейси між Рабаулом (головна база японців у архіпелазі Бісмарка) та якірною стоянкою Шортленд — прикритою групою невеликих островів Шортленд акваторії біля південного завершення острова Бугенвіль, де зазвичай відстоювались легкі бойові кораблі та перевалювались вантажі для подальшої відправки далі на схід Соломонових островів. Зокрема, відомо про такі дії Гію-Мару у січні та серпні.
2 жовтня 1943 було зафіксоване перебування Гію-Мару в Буці — порту на однойменному острові біля північного узбережжя Бугенвіля (в ті дні японці якраз завершували евакуацію останніх вояків з островів Нова-Джорджія, так що якірна стоянка Шортленд втрачала своє значення).
Тим часом ворожий наступ уздовж Соломонових островів тривав і 1 листопада союзники висадили десант на сам Бугенвіль. 4 листопада Гію-Мару перебувало в затоці Матчин-Бней (прикрита островами акваторія на північному узбережжі Бугенвілю поряд із Букою), де отримало пошкодження під час авіанальоту та 10 листопада затонуло.